# Acueducto de Chihuahua
El acueducto de Chihuahua es una de las obras hidráulicas levantadas en tiempos de la Colonia cuyo propósito fue dotar de agua corriente a la ciudad de Chihuahua desde uno de los ríos cercanos a ésta. 
La obra fue comenzada hacia el año 1751 por órdenes del entonces virrey, Antonio María de Bucareli y Ursúa, el conde de Revillagigedo, llevando hasta la entonces lejana población las aguas del río Chuvíscar. 
La obra consta de aproximadamente 5 km (kilómetros) de extensión, de los cuales se conservan 4 km, preservando parte de la arquería original.

## Historia
Sus antecedentes se remontan a 1706, año en que se realiza la primera conducción de agua del río hacia la Hacienda de Nuestra Señora de la Regla, a un costado de la actual plaza Merino, propiedad del Sargento Mayor Antonio de Trasviña y Retes, a donde se conducía el agua en canoas de madera preparadas sobre pilares para tal función. Por tratarse de una hacienda de beneficio el agua tenía un uso específico industrial y la estructura de madera era insuficiente para dotar de agua de uso al resto de la población.
Con el aumento de la producción de las minas crecía la afluencia de viviendas, por lo que en 1751 se tomó la determinación de transformar el sistema de abasto de agua hasta entonces de canoa y horcones, por uno de mampostería a cal y canto. La obra inició el 12 de diciembre de ese mismo año, por orden del Virrey Antonio María de Bucareli y Ursúa, Conde de Revillagigedo, quien reguló el impuesto establecido a los productores de oro y plata de la recién creada Casa de Ensaye de Chihuahua, para con ese dinero dotar de agua a la población. Fueron los maestros de obra Cristóbal de Villa y Agustín Guijarro quienes dirigieron los trabajos del primer tramo logrando dotar de agua en 1768 a los suburbios de la villa al poniente.
Hacia 1829 se tienen registradas obras de ampliación y ramificación aprobadas por Cabildo Municipal, mientras en 1882 durante el gobierno de Luis Terrazas inicia la instalación de tubería metálica que se fue extendiendo paulatina y constantemente hasta conformar las redes actuales. Al mismo tiempo, las acequias de cal y canto, pilas y fuentes fueron desapareciendo, quedando únicamente el acueducto principal que seguía trasportando agua aún en 1969 desde la colecta inicial hasta la planta tratadora de filtros.